# II століття до н. е.

## Події
- ІІІ—ІІ — племена зарубинецької культури;
- ІІ століття до н. е. — IV століття н. е. — племена пшеворської культури;
- 121—63 — правління царя Понтійської держави Мітрідата VI Євпатора;
- 110—108 — походи Діофанта на скіфів;
- 107 — повстання Савмака в Боспорі;
- кінець ІІ — початок I століття до н. е. — приєднання Тіри, Ольвії, Херсонеса, Боспору до Понтійського царства.